# هشام السهيل
هشام عبد الملك علي سهيل هو سياسي عراقي من مواليد عام 1959. شغل منصب عضو في مجلس النواب العراقي عن محافظة بغداد في دورته الثالثة (2014-2018)، والرابعة (2018-2022) ضمن ائتلاف دولة القانون.

## حياته
ولد في العاصمة بغداد عام 1959 حيث امضى دراسته الابتدائية والثانوية فيها حتى حصل على دبلوم تكنلوجيا نفط وغاز وبكالوريوس اعلام.